# Henning Fouckhardt
Henning Fouckhardt (* 1959) ist Professor für Physik an der Rheinland-Pfälzischen Technischen Universität Kaiserslautern und Leiter der dortigen Arbeitsgruppe (Lehrstuhl) Integrierte Optoelektronik und Mikrooptik.
Insbesondere arbeitet er an der Entwicklung von Halbleiterlasern im mittleren Infrarotbereich und an der funktionsorientierten Strukturierung von Gläsern.

## Patente
US-Patent
- H. Fouckhardt, Th. Delonge durch Hewlett-Packard: Optical detector including Bragg waveguide structure. 5,572,328 (5.11.96)

Europäisches Patent (Deutschland, Frankreich, England, Schweiz/Liechtenstein)
- H. Fouckhardt, Th. Delonge durch Hewlett-Packard: An optical detector device. EP 0 679 881 B1 (20.8.97)